# D.N.Angel
D.N.Angel (Japans: ディー・エヌ・エンジェル Hepburn: Dī Enu Enjeru?) is een Japanse mangareeks geschreven en getekend door Yukiru Sugisaki. De serie werd voor het eerst gepubliceerd in november 1997 in het door Kadokawa Shoten uitgegeven shojo-maandblad Monthly Asuka.
De individuele hoofdstukken zijn tot nu toe gebundeld in 15 delen. De serie is gelicenseerd voor een Engelse vertaling in Noord-Amerika en het Verenigd Koninkrijk. De Engelse versie wordt uitgegeven door Tokyopop en heeft op dit moment 13 delen uitgebracht.
Van de manga is later ook een 26-delige animeversie gemaakt. De serie is gemaakt door studio Xebec en was in Japan van 3 april 2003 tot 25 september 2005 te zien op TV Tokyo. Later zijn er nog een 2-delige mangaserie, PlayStation 2-computerspel en een aantal drama-cd's uitgebracht.

## Verhaal
Het verhaal volgt Daisuke Niwa, een normale 14-jarige jongen. De serie begint met een liefdesverklaring van Daisuke aan een meisje genaamd Risa Harada. Risa wijst zijn liefde af waardoor Daisuke, die op dat moment veel last heeft van de afwijzing, later op de dag een transformatie ondergaat en in een compleet ander persoon verandert. Zijn moeder vertelt hem dat, door een genetische afwijking, alle mannen in zijn familie de mogelijkheid hebben te veranderen in een lichamelijke versie van Dark Mousy, een legendarische dief. De transformatie gebeurt elke keer als Daisukes gevoelens voor Risa opspelen, of als hij te lang en te vaak aan haar denkt. Hetzelfde geldt voor zijn alter ego waardoor hij weer terug verandert in Daisuke. Daisuke moet zijn identiteit geheimhouden en zijn alter ego, voor wie Risa gevoelens begint te krijgen, onder controle zien te houden, terwijl hij uit handen van de hoofdcommissaris van de politie probeert te blijven. Later leert Daisuke dat er maar een manier is om van zijn transformaties af te komen, namelijk door ervoor te zorgen dat Risa de liefde van Daisuke beantwoordt.